# チャールストン (ダンス)
チャールストン（英語: Charleston）は、ダンスの一種で、1920年代のアメリカで一世を風靡した。サウスカロライナ州チャールストン市が発祥。リズムに合わせて両膝をつけたまま、足を交互に跳ね上げるのが特徴。黒人文化のなかで生まれたエスニックカルチャーのひとつで、1923年の黒人だけのレビュー「Running Wild」のなかで、ジェームス・P・ジョンソン作曲の「Charleston, South Carolina」に合わせて踊ったのが最初とされる。